# Pararrhaptica fuscoviridis
Pararrhaptica fuscoviridis là một loài bướm đêm thuộc họ Tortricidae. Nó là loài đặc hữu của Lanai.